# Rio Qolora
Rio Qolora é um rio da África do Sul.